# Nika Prevc
Nika Prevc (Aussprache: [preu̯t͡s]; geboren am 15. März 2005 in Kranj) ist eine slowenische Skispringerin. In den Saisons 2023/24 und 2024/25 gewann sie den Gesamtweltcup. Bei den Nordischen Skiweltmeisterschaften 2025 in Trondheim wurde sie Weltmeisterin im Einzel von der Normalschanze sowie von der Großschanze und gewann mit dem slowenischen Team die Silbermedaille im Mixed-Teamwettbewerb.
Prevc hält mit 236,0 Metern den Skiflugweltrekord der Frauen, den sie am 14. März 2025 auf der Skiflugschanze in Vikersund aufstellte.

## Herkunft und Persönliches
Nika Prevc stammt aus dem slowenischen Kranj, wo sie am 15. März 2005 geboren wurde, und ist das zweitjüngste von fünf Geschwistern. Ihre drei älteren Brüder Peter (geb. 1992), Cene (geb. 1996) und Domen (geb. 1999) sind bzw. waren ebenfalls als Skispringer aktiv. Zudem hat Prevc noch eine jüngere Schwester.

## Werdegang
Am 5. August 2018 gab Nika Prevc mit einem 29. Platz im Einzelspringen von der Normalschanze der Vogtlandschanzen in Klingenthal ihr Debüt im Skisprung-Alpencup. Nahezu genau ein Jahr später konnte sie am 4. August 2019 an gleicher Stelle erstmals ein Springen in dieser Wettbewerbsserie gewinnen. In der Saison 2019/20 belegte sie den fünften Rang der Gesamtwertung.
Im Dezember 2020 gelangen ihr in Seefeld in Tirol zwei weitere Alpencupsiege. Prevc nahm an den Nordischen Junioren-Skiweltmeisterschaften 2021 im finnischen Lahti teil, wo sie im Einzelspringen von der Normalschanze den elften Platz erreichte. Im Teamwettbewerb, der ebenfalls von der Normalschanze ausgetragen wurde, gewann sie gemeinsam mit Nika Vetrih, Jerneja Repinc Zupančič und Jerneja Brecl die Bronzemedaille. Am 20. Februar 2021 debütierte sie im Rahmen der Saison 2020/21 in Brotterode im Skisprung-Continental-Cup. Mit Platz 10 erzielte sie auf Anhieb ihre ersten Wertungspunkte. Am 13. März 2021 gewann sie in Prémanon ein weiteres Springen im Alpencup. Im Skisprung-Alpencup wurde sie 2020/21 mit 602 Punkten Gesamtsiegerin vor Vanessa Moharitsch und Hannah Wiegele auf den Rängen zwei und drei. Im Continental Cup lag Prevc am Saisonende mit 71 Punkten auf dem siebten Platz.
Im Sommer 2021 konnte Prevc in Bischofsgrün, Liberec und Kandersteg vier weitere Wettbewerbe im Alpencup gewinnen. Am 1. Oktober 2021 versuchte sie sich wiederum in Klingenthal zum ersten Mal an der Qualifikation für einen Wettkampf im Skisprung-Grand-Prix der Saison 2021, die sie mit dem 48. Platz jedoch verpasste. Dagegen gelang ihr am 25. November 2021 im russischen Nischni Tagil die Qualifikation für einen Wettbewerb im Skisprung-Weltcup, in dem sie am darauffolgenden Tag ihr Debüt gab. Mit einem 23. Rang gewann sie dabei sogleich ihre ersten Weltcuppunkte. In Brotterode erreichte sie am 13. Februar 2022 ihren ersten Sieg bei einem Wettbewerb im Continental Cup. Bei den Junioren-Skiweltmeisterschaften 2022 im polnischen Zakopane gewann sie am 3. März 2022 die Goldmedaille im Einzelspringen von der Normalschanze. Auch im Mannschaftswettbewerb mit Jerneja Repinc Zupančič, Lara Logar und Taja Bodlaj wurde sie Weltmeisterin, während sie im Mixed-Teamwettbewerb mit Bodlaj, Marcel Stržinar und Maksim Bartolj Vizeweltmeisterin wurde.
Am 10. Februar 2023 feierte Prevc mit Platz drei im ersten Einzelwettbewerb in Hinzenbach ihren ersten Einzel-Podestplatz im Weltcup.
Bei den Europaspielen 2023 gewann sie zwei Silbermedaillen auf der  Normal- und der Großschanze sowie gemeinsam mit Nika Križnar, Timi Zajc und Anže Lanišek die Bronzemedaille im Mixed-Team.
Am 16. Dezember 2023 konnte sie auf der Gross-Titlis-Schanze in Engelberg ihr erstes Weltcupspringen gewinnen. Anschließend konnte sie durch einen Sieg in Garmisch-Partenkirchen und einen fünften Platz in Oberstdorf die Gesamtwertung der erstmals ausgetragenen Two-Nights-Tour für sich entscheiden und nach ihrem dritten Weltcupsieg in Villach die Führung im Gesamtweltcup übernehmen. Nachdem Prevc am 19. Januar 2024 den ersten Einzelwettbewerb auf der Zaō-Schanze von Yamagata gewinnen konnte, feierte sie einen Tag später, am 20. Januar, gemeinsam mit Nika Križnar im Super-Team-Wettbewerb ihren ersten Sieg bei einem Teamspringen im Weltcup. Gleichzeitig war dies ihre erste Podiumsplatzierung in einem Weltcup-Teamwettbewerb. Nach weiteren Weltcupsiegen feiere Prevc am Ende der Saison 2023/24 im März 2024 den bislang größten Erfolg in ihrer Karriere mit dem Sieg im Gesamtweltcup.
In der Saison 2024/25 konnte Prevc mit Weltcupsiegen in Garmisch-Partenkirchen und Oberstdorf erneut die Gesamtwertung der Two-Nights-Tour gewinnen.
Am 28. Februar 2025 wurde sie bei den Nordischen Skiweltmeisterschaften in Trondheim Weltmeisterin im Einzel von der Normalschanze. Am 5. März 2025 gewann sie gemeinsam mit Ema Klinec, Domen Prevc und Anže Lanišek im Mixed-Teamwettbewerb die Silbermedaille. Zwei Tage später, am 7. März 2025, gewann Prevc im Einzel von der Großschanze ebenfalls die Goldmedaille.
Am 14. März 2025 stellte Prevc im ersten Trainingssprung für das Raw-Air-Springen auf dem Vikersundbakken einen neuen Frauen-Weltrekord mit einem Flug über 236,0 Meter auf. Im dritten Trainingssprung am selben Tag erreichte sie erneut die gleiche Weite. Einen Tag später, am 15. März 2025, gewann sie mit dem Skifliegen vom Vikersundbakken erstmals einen Weltcupwettbewerb in dieser Disziplin. Durch diesen Sieg sowie den Gewinn des Weltcupwettbewerbs vom Holmenkollbakken in Oslo zwei Tage zuvor sicherte sie sich erstmals die Gesamtwertung der Raw Air.
Am Ende der Saison gewann Prevc zum zweiten Mal den Gesamtweltcup.

## Erfolge

### Weltcupsiege im Einzel
| Nr. | Datum             | Ort                    | Typ           |
| --- | ----------------- | ---------------------- | ------------- |
| 01. | 16. Dezember 2023 | Engelberg              | Großschanze   |
| 02. | 30. Dezember 2023 | Garmisch-Partenkirchen | Großschanze   |
| 03. | 3. Januar 2024    | Villach                | Normalschanze |
| 04. | 4. Januar 2024    | Villach                | Normalschanze |
| 05. | 19. Januar 2024   | Yamagata               | Normalschanze |
| 06. | 28. Januar 2024   | Ljubno                 | Normalschanze |
| 07. | 13. März 2024     | Trondheim              | Großschanze   |
| 08. | 23. November 2024 | Lillehammer            | Großschanze   |
| 09. | 21. Dezember 2024 | Engelberg              | Großschanze   |
| 10. | 31. Dezember 2024 | Garmisch-Partenkirchen | Großschanze   |
| 11. | 1. Januar 2025    | Oberstdorf             | Großschanze   |
| 12. | 24. Januar 2025   | Yamagata               | Normalschanze |
| 13. | 7. Februar 2025   | Lake Placid            | Großschanze   |
| 14. | 8. Februar 2025   | Lake Placid            | Großschanze   |
| 15. | 15. Februar 2025  | Ljubno                 | Normalschanze |
| 16. | 16. Februar 2025  | Ljubno                 | Normalschanze |
| 17. | 22. Februar 2025  | Hinzenbach             | Normalschanze |
| 18. | 23. Februar 2025  | Hinzenbach             | Normalschanze |
| 19. | 13. März 2025     | Oslo                   | Großschanze   |
| 20. | 15. März 2025     | Vikersund              | Flugschanze   |
| 21. | 20. März 2025     | Lahti                  | Großschanze   |
| 22. | 21. März 2025     | Lahti                  | Großschanze   |

### Weltcupsiege im Team
| Nr. | Datum           | Ort      | Typ                      |
| --- | --------------- | -------- | ------------------------ |
| 01. | 20. Januar 2024 | Yamagata | Normalschanze Super Team |

### Continental-Cup-Siege im Einzel
| Nr. | Datum            | Ort        | Typ         |
| --- | ---------------- | ---------- | ----------- |
| 01. | 13. Februar 2022 | Brotterode | Großschanze |

## Statistik

### Weltcup-Platzierungen
| Saison  | Platz | Punkte |
| ------- | ----- | ------ |
| 2021/22 | 22.   | 0199   |
| 2022/23 | 19.   | 0366   |
| 2023/24 | 01.   | 1454   |
| 2024/25 | 01.   | 1933   |

### Grand-Prix-Platzierungen
| Saison | Platz | Punkte |
| ------ | ----- | ------ |
| 2022   | 09.   | 0120   |
| 2023   | 04.   | 0314   |
| 2024   | 07.   | 0148   |

### Continental-Cup-Platzierungen
| Saison  | Sommer | Sommer | Winter | Winter | Gesamt | Gesamt |
| Saison  | Platz  | Punkte | Platz  | Punkte | Platz  | Punkte |
| ------- | ------ | ------ | ------ | ------ | ------ | ------ |
| 2020/21 | —      | —      | 007.   | 0071   | 007.   | 0071   |
| 2021/22 | —      | —      | –      | –      | 012.   | 0220   |

### Schanzenrekorde
| Schanze (Hillsize)           | Ort       | Land     | Weite   | aufgestellt am | Rekord bis    |
| ---------------------------- | --------- | -------- | ------- | -------------- | ------------- |
| Vikersundbakken (HS240)      | Vikersund | Norwegen | 236,0 m | 14. März 2025  | aktuell       |
| Salpausselkä-Schanze (HS130) | Lahti     | Finnland | 132,0 m | 20. März 2025  | 20. März 2025 |
| Salpausselkä-Schanze (HS130) | Lahti     | Finnland | 135,5 m | 20. März 2025  | aktuell       |